# Horacio Cartes
Horacio Manuel Cartes Jara (født 5. juli 1956 i Asunción) er en paraguayansk forretningsmand og politiker, som var præsident i Paraguay fra 2013 til 2018.
Horacio Cartes vandt præsidentvalget i Paraguay 21. april 2013.